# Bouches-du-Weser
Pour les articles homonymes, voir Bouches.
1811–1814
Entités précédentes :
- Royaume de Westphalie
- Électorat de Brunswick-Lunebourg
- Duché d'Oldenbourg

Entités suivantes :
- Royaume de Hanovre
- Duché d'Oldenbourg
- Ville libre de Brême

Les Bouches-du-Weser sont un ancien département français dont le chef-lieu était Brême.
Le département fut créé le 1er janvier 1811 (sénatus-consulte du 13 décembre 1810).

## Nom
L’administration napoléonienne créa un département nommé Bouches-du-Weser (ce qui implique qu’un de ses fonctionnaires au moins considérait Weser comme un nom masculin), mais il est assuré, depuis au moins plusieurs décennies, que le nom du fleuve Weser est féminin en français, à l’image de sa dénomination allemande (die Weser).

## Subdivisions

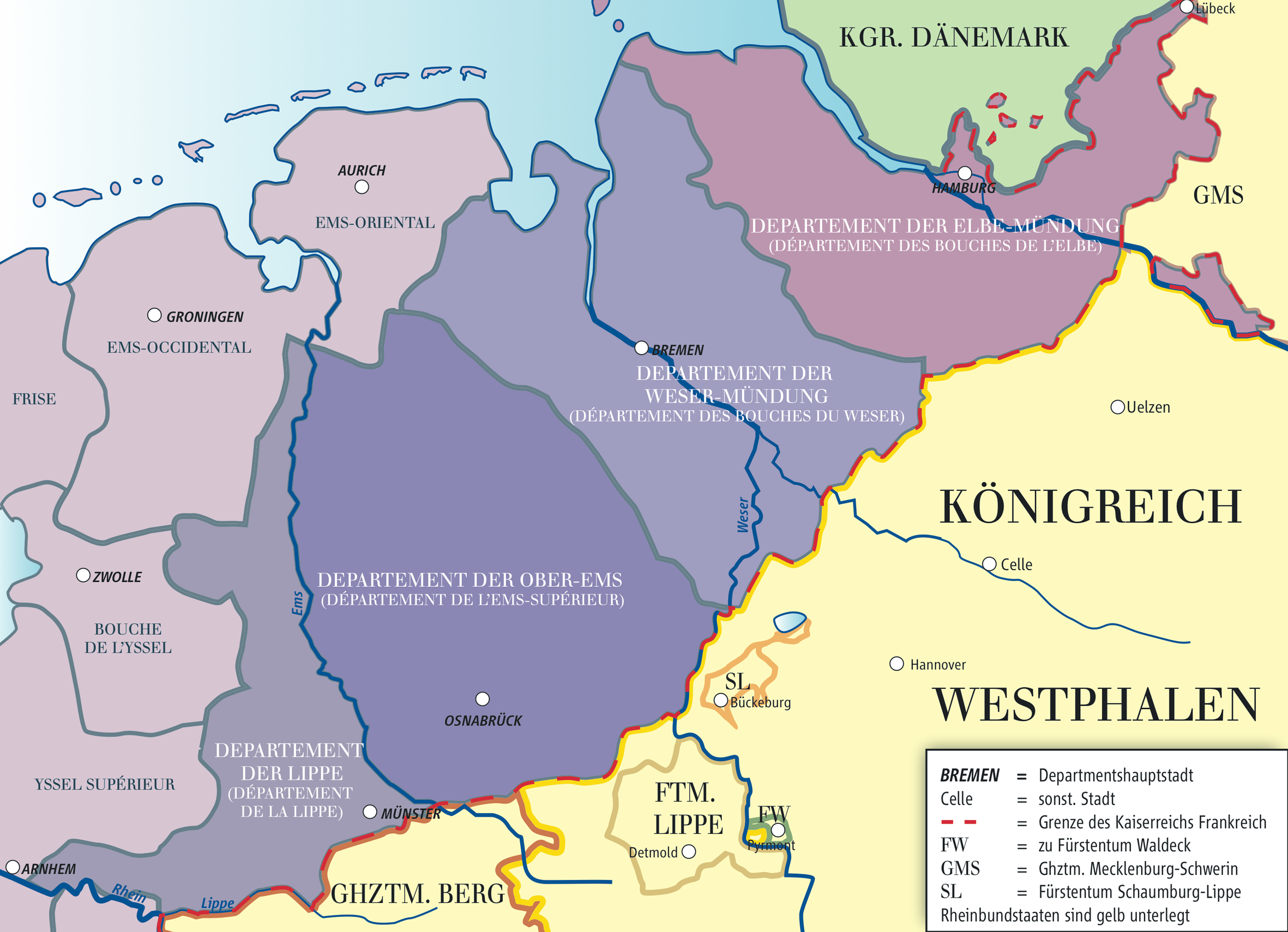
Carte de la région indiquant sa division en départements.

Le département des Bouches-du-Weser était divisé en quatre arrondissements et en trente-six cantons, :
- L’arrondissement de Brême, comprenant onze cantons :
  - cantons d'Achim, Brême (quatre cantons), Lilienthal, Ottersberg, Rothenbourg, Syke, Tredinghausen et Verden.
- L’arrondissement d’Oldenbourg, comprenant dix cantons :
  - cantons de Berne, Burhave, Delmenhorst, Elsfleth, Hatten, Oldenbourg, Ovelgonne, Rastedt, Varel et Westerstede.
- L’arrondissement de Nienbourg, comprenant neuf cantons :
  - cantons de Alt-Bruchhausen, Bassum, Hoya, Liebenau, Nienbourg, Rethem, Stolzenau, Sullingen et Walsrode.
- L’arrondissement de Bremerlehe, comprenant six cantons :
  - cantons de Beverstedt, Bremerlehe, Dorum, Hagen, Osterholz et Vegesack.

## Liste des préfets

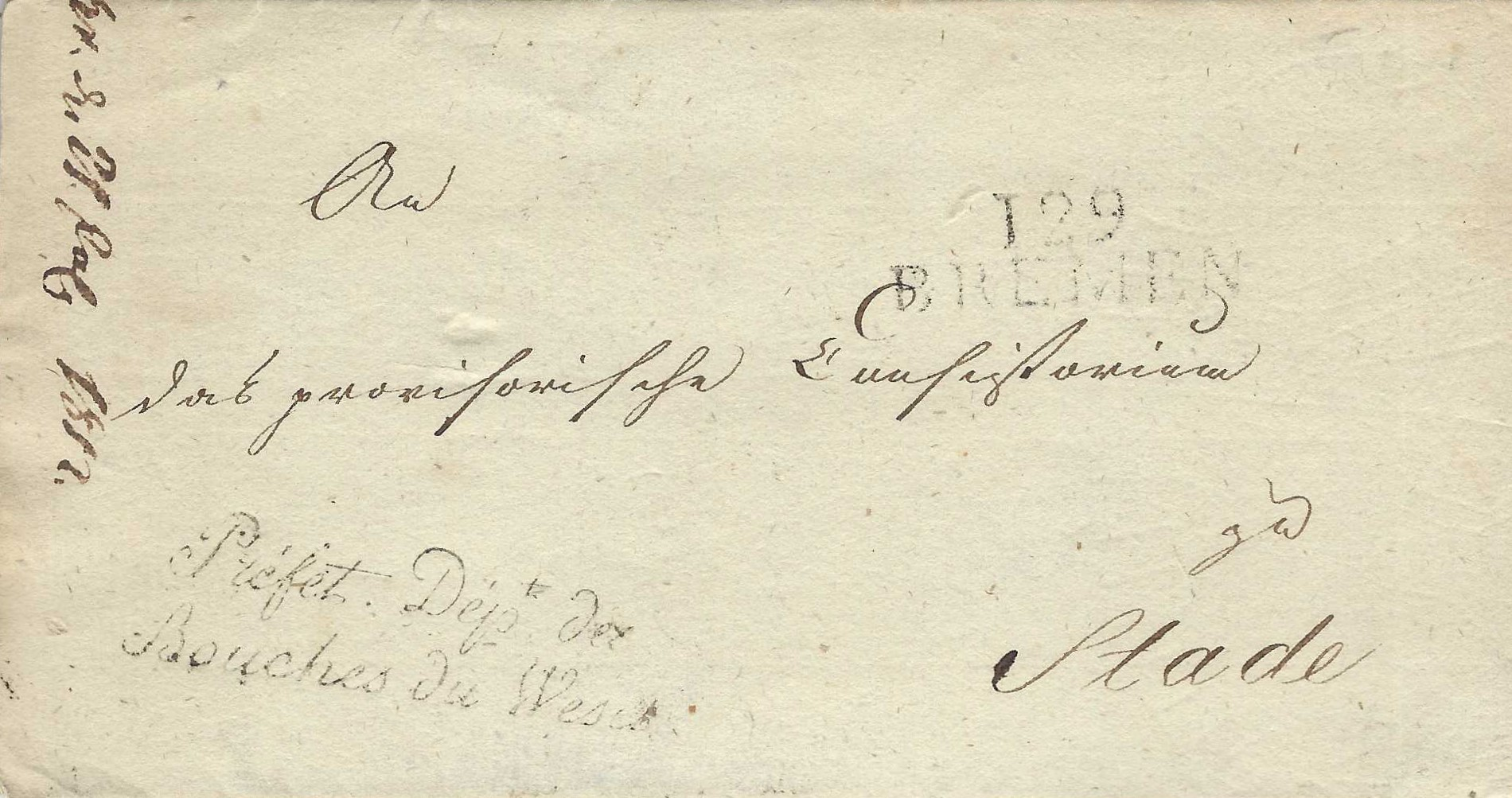
Lettre du 21 février 1812 portant le cachet de franchise du préfet du département des Bouches du Weser

| Période         | Période         | Identité                                                    | Fonction précédente      | Observation                                                                               |
| --------------- | --------------- | ----------------------------------------------------------- | ------------------------ | ----------------------------------------------------------------------------------------- |
| 10 janvier 1811 | 17 octobre 1813 | Charles Philippe Alexandre d'Arberg de Valengin (1776-1814) | Chambellan de l'Empereur | Il doit prendre la fuite. Nommé le 13 décembre 1813 préfet du Mont-Tonnerre, non installé |
| 17 octobre 1813 | 30 mai 1814     | Johann Eberhard Pavenstedt                                  | Sous-préfet d'Oldenbourg | (préfet ad interim)                                                                       |